# Ácido clórico
Ácido clórico, HClO3, es un oxácido de cloro, y el precursor formal de sales de clorato. Se trata de un ácido fuerte (pKa ≈ −1) y agente oxidante.
Es elaborado por la reacción de ácido sulfúrico con clorato de bario, donde la formación de sulfato de bario insoluble hace salir de la fase acuosa, por precipitación, los iones sulfato y bario (II):
Ba(ClO3)2 + H2SO4 → 2HClO3 + BaSO4
Otro método es el calentamiento de ácido hipocloroso, obteniéndose así ácido clórico y cloruro de hidrógeno:
3HClO → HClO3 + 2 HClHClO
Es estable en solución acuosa en frío hasta una concentración de aproximadamente 30%, y la solución de hasta un 40% puede ser preparado por evaporación a presión reducida. Por encima de estas concentraciones, y en el calentamiento, las soluciones de ácido clórico se descomponen para dar una variedad de productos, por ejemplo:
8HClO3 → 4HClO4 + 2H2O + 2Cl2 + 3 O2
3HClO3 → HClO4 + H2O + 2 ClO2
La descomposición es controlada por factores cinéticos: de hecho, el ácido clorhídrico no es termodinámicamente estables con respecto a la desproporción.

## Reacción con el organismo
Cuando el ácido clórico entra en contacto con la piel o las membranas mucosas, puede causar irritación y quemaduras graves. La exposición directa puede resultar en lesiones severas, que van desde enrojecimiento y dolor hasta daños profundos en los tejidos. La inhalación de vapores de ácido clórico puede irritar el tracto respiratorio, provocando tos, dificultad para respirar y otros síntomas respiratorios.
Si el ácido clórico se ingiere, puede provocar daños en el sistema digestivo. La corrosividad del ácido clórico puede causar úlceras en la boca, esófago y estómago, así como dolor abdominal severo y náuseas. En casos graves, la ingestión puede llevar a perforaciones en el tracto gastrointestinal y otros problemas graves.
Debido a su alta corrosividad, el ácido clórico no se encuentra en alimentos ni en productos comunes de consumo. En ambientes industriales, es manejado con estrictas medidas de seguridad para evitar la exposición y minimizar riesgos. La manipulación de este ácido debe hacerse con cuidado extremo y equipos de protección adecuados.